# Teoría específica de la interacción iónica
La teoría específica de la interacción iónica (teoría SIT) es una teoría utilizada para estimar los coeficientes de actividad de un solo ion en soluciones electrolíticas en concentraciones relativamente altas. Lo hace teniendo en cuenta los coeficientes de interacción entre los diversos iones presentes en la solución. Los coeficientes de interacción se determinan a partir de los valores constantes de equilibrio obtenidos con soluciones a varias fuerzas iónicas. La determinación de los coeficientes de interacción SIT también produce el valor de la constante de equilibrio a una dilución infinita. 

## Contexto
La necesidad de esta teoría surge de la necesidad de derivar los coeficientes de actividad de los solutos cuando sus concentraciones son demasiado altas para ser predichas con precisión por la teoría de Debye-Hückel. Estos coeficientes de actividad son necesarios porque una constante de equilibrio se define en termodinámica como un cociente de actividades, pero generalmente se mide utilizando concentraciones. La protonación de un ácido monobásico se utilizará para simplificar la exposición.  El equilibrio para la protonación de la base conjugada, A- del ácido, se puede escribir como 
{\displaystyle {\ce {H+ + A- <=> HA}}}
para cual 
{\displaystyle K={\frac {{\ce {\{HA\}}}}{{\ce {\{H^+\}\{A^-\}}}}}}
donde {HA} significa una actividad de la especie química HA etc. El papel del agua en el equilibrio ha sido ignorado, ya que en todas, excepto en las soluciones más concentradas, la actividad del agua es una constante. Tenga en cuenta que K se define aquí como una constante de asociación , el recíproco de una constante de disociación ácida. 
Cada término de actividad se puede expresar como el producto de una concentración y un coeficiente de actividad. Por ejemplo, 
{\displaystyle \{HA\}=[HA]\times \gamma _{HA}}
donde los corchetes significan una concentración y γ es un coeficiente de actividad.  Por lo tanto, la constante de equilibrio se puede expresar como un producto de un cociente de concentración y un coeficiente de coeficiente de actividad. 
{\displaystyle K={\frac {{\ce {[HA]}}}{{\ce {[H^+][A^-]}}}}\times {\frac {\gamma _{{\ce {HA}}}}{\gamma _{{\ce {H^+}}}\gamma _{{\ce {A^-}}}}}}
Tomando logaritmos. 
{\displaystyle \log K=\log K^{0}+\log \gamma _{{\ce {HA}}}-\log \gamma _{{\ce {H^+}}}-\log \gamma _{{\ce {A^-}}}}
K0 es el valor hipotético que tendría la constante de equilibrio si la solución del ácido estuviera tan diluida que los coeficientes de actividad fueran todos iguales a uno. 
Es una práctica común determinar las constantes de equilibrio en soluciones que contienen un electrolito con alta fuerza iónica, de modo que los coeficientes de actividad sean efectivamente constantes. Sin embargo, cuando se cambia la fuerza iónica, la constante de equilibrio medida también cambiará, por lo que existe la necesidad de estimar los coeficientes de actividad individuales (un solo ion). La teoría de Debye-Huckel proporciona un medio para hacer esto, pero es precisa solo en concentraciones muy bajas. De ahí la necesidad de una extensión a la teoría de Debye-Hückel. Se han utilizado dos enfoques principales. La teoría SIT, discutida aquí y las ecuaciones de Pitzer.

## Desarrollo
La teoría SIT fue propuesta por primera vez por Brønsted y desarrollada por Guggenheim.  Scatchar extendió la teoría para permitir que los coeficientes de interacción varíen con la fuerza iónica. La teoría fue principalmente de interés teórico hasta 1945 debido a la dificultad de determinar las constantes de equilibrio antes de que se inventara el electrodo de vidrio. Posteriormente, Ciavatta desarrolló la teoría aún más. 
El coeficiente de actividad de la j-ésima de iones en solución se escribe como γj cuando las concentraciones están en el molal concentración escala y como yj cuando las concentraciones están en la concentración molar escala. (La escala de molalidad se prefiere en termodinámica porque las concentraciones molal son independientes de la temperatura). La idea básica de la teoría SIT es que el coeficiente de actividad se puede expresar como 
{\displaystyle \log \gamma _{j}=-z_{j}^{2}{\frac {0.51{\sqrt {I}}}{1+1.5{\sqrt {I}}}}+\sum _{k}\epsilon _{jk}m_{k}} (molalidades)
o 
{\displaystyle \log y_{j}=-z_{j}^{2}{\frac {0.51{\sqrt {I}}}{1+1.5{\sqrt {I}}}}+\sum _{k}b_{jk}c_{k}} (concentraciones molares)
donde z es la carga eléctrica en el ion, I es la fuerza iónica, ε y b son coeficientes de interacción y m y c son concentraciones.  La suma se extiende sobre los otros iones presentes en la solución, que incluye los iones producidos por el electrolito de fondo. El primer término en estas expresiones proviene de la teoría de Debye-Hückel. El segundo término muestra cómo las contribuciones de la "interacción" dependen de la concentración. Por lo tanto, los coeficientes de interacción se utilizan como correcciones a la teoría de Debye-Hückel cuando las concentraciones son más altas que la región de validez de esa teoría. 
Se puede suponer que el coeficiente de actividad de una especie neutral depende linealmente de la fuerza iónica, como en 
{\displaystyle \log \gamma =k_{m}I\,}
donde km es un coeficiente de Sechenov.
En el ejemplo de un ácido monobásico HA, suponiendo que el electrolito de fondo es la sal de NaNO3, los coeficientes de interacción serán para la interacción entre H+ y NO3-, y entre A- y Na+.

## Determinación y aplicación
En primer lugar, las constantes de equilibrio se determinan a una serie de diferentes fuerzas iónicas, a una temperatura elegida y un electrolito de fondo particular.  Los coeficientes de interacción se determinan luego ajustando a los valores constantes de equilibrio observados. El procedimiento también proporciona el valor de K en dilución infinita.  No se limita a los ácidos monobásicos. y también se puede aplicar a complejos metálicos.  Los enfoques SIT y Pitzer han sido comparados recientemente. La ecuación de Bromley también se ha comparado con las ecuaciones de SIT y de Pitzer.